# Nino Kirtadzé
Nino Kirtadzé (en géorgien : ნინო კირთაძე, parfois écrit Nino Kirtadze) est une journaliste, actrice et réalisatrice franco-géorgienne née le 1er juin 1968 à Tbilissi (alors en URSS). Installée en France à partir de 1997, elle est naturalisée française quelques années plus tard.

## Biographie
Après avoir obtenu ses diplômes de littérature, Nino Kirtadzé enseigne à l’université de Tbilissi et est lauréate 1991 du meilleur script pour le film Lundi[Quoi ?] décerné par l’Union cinématographique géorgienne.
Elle devient, un temps, conseillère auprès de la présidence de la République avant de s'engager dans le journalisme. Correspondante de l’AFP, de l’AP et de Radio Free Europe pour le Caucase, elle couvre la guerre civile de Géorgie et les différents conflits armés voisins, dont celui de Tchétchénie.
En 1997, elle rejoint la France. Quelques années plus tard, elle obtient la nationalité française. En 2012, elle exprime publiquement son avis sur l’élection présidentielle française.
Elle mène parallèlement deux carrières, se spécialisant plutôt dans les longs documentaires.

## Filmographie
Sauf indication contraire, les informations mentionnées dans cette section peuvent être confirmées par les bases de données cinématographiques IMDb et Allociné,  présentes dans la section « Liens externes ».

### Actrice

#### Cinéma
- 1983 : Tsigni fitsisa de Giga Lortkipanidze et Amiran Daravelidze[4]
- 1986 : Tovlis babua de Mikheil Antadzé[5]
- 1993 : Dge de Levan Glonti[6]
- 1996 : Les Mille et Une Recettes du cuisinier amoureux (A Chef in Love) de Nana Djordjadze[7],[8] : Cecilia Abachidze
- 2004 : Double Zéro de Gérard Pirès[9],[10] : Maman Mâle
- 2005 : Paris, je t'aime (film collectif)[11] : une des jolies filles du bar dans la séquence finale
- 2010 : L'Arc-en-ciel de Nana Djordjadze[12],[13] : Lady Death
- 2016 : C'est quoi cette famille ?! de Gabriel Julien-Laferrière : Madeleine
- 2019 : C'est quoi cette mamie ?! de Gabriel Julien-Laferrière : Madeleine
- 2021 : C'est quoi ce papy ?! de Gabriel Julien-Laferrière : Madeleine

#### Télévision
- 1997 : Un homme digne de confiance (téléfilm) de Philippe Monnier : Anna
- 2001 : Les Cordier, juge et flic[14] (série télévisée), épisode Menace sur la ville : Madame Landowska
- 2006 : Sartre, l'âge des passions (téléfilm) de Claude Goretta[15],[16] : Lena Zonina
- 2008 : Une femme à abattre (téléfilm) d’Olivier Langlois[17] : Ludmila Simonova
- 2010 : Un lieu incertain (téléfilm) de Josée Dayan[18]
- 2023 : Capitaine Marleau (série télévisée) de Josée Dayan, épisode Grand Hôtel : Olga

### Réalisatrice
- 2000 : Les Trois vies d’Edouard Chevardnadze[19] (documentaire sur Edouard Chevardnadze)
- 2001 : Il était une fois la Tchétchénie (Chechen Lullaby)[20] (documentaire)
- 2003 : Staline par Staline[21] (documentaire)
- 2003 : Staline : Les Funérailles d’un dieu[22] (documentaire)
- 2004 : Dites à mes amis que je suis mort[23],[24],[25] (documentaire)
- 2005 : Un dragon dans les eaux pures du Caucase (Pipeline next door)[26],[27] (documentaire)
- 2005 : Lettre Py[Quoi ?][réf. nécessaire]
- 2006 : L'Art et la Manière (série documentaire), saison 5, épisode sur le sculpteur Gary Webb (en)
- 2007 : Durakovo, le village des fous (Durakovo-village of fools)[28],[29] (documentaire)
- 2007 : Au nom de Dieu, du tsar et de la patrie ( For Faith, Tsar and Fatherland)[30]
- 2010 Something about Georgia[31] (documentaire)
- 2010 : Géorgie cherche Europe désespérément (Desperately Seeking Europe)[32], [33]
- 2014 : La Faille[34],[35] (documentaire)
- 2019 : Le Dossier docteur Jivago : Je vous invite à mon exécution (documentaire)